# Andrew MacNaughtan
Pour les articles homonymes, voir MacNaughtan.
Andrew Neil MacNaughtan (25 février 1964-25 janvier 2012) est un photographe et directeur de vidéoclip canadien,.

## Travail
MacNaughtan remporte quatre prix Juno pour son travail à titre de photographe et de directeur et designer d'album, dont trois pour la conception des œuvres CD/DVD de l'année pour Naveed (en) de Our Lady Peace (1995), pour Songs of a Circling Spirit (en) de Tom Cochrane (1998) et pour l'album Love Is the Only Soldier (en) de Jann Arden (2004). L'autre pour le DVD musical de l'année en 2004 pour Rush in Rio (en)  du groupe Rush.
MacNaughtan travaille aussi à la direction de vidéoclip avec Great Big Sea, The Gandharvas (en), Aaron Carter, Michael Bublé et SHeDAISY (en).
Il lance dans les années 2010 l'organisme ArtGivesHope qui vise à aider des familles africaines aux prises avec les VIH/SIDA. Il publie le livre de photographies Grace: Africa in Photographs en 2011 afin d'amasser des fonds pour l'organisation. L'organisme est inspiré par le travail de MacNaughtan qui photographie Live 8 en 2005.
MacNaughtan meurt d'une crise cardiaque à Los Angeles alors qu'il participait à un travail avec le groupe Rush.